# Эрмакора, Феликс
Феликс Эрмакора (нем. Felix Maria Josef Arnold Ermacora; 13 октября 1923, Клагенфурт-ам-Вёртерзе — 24 февраля 1995, Вена) — австрийский государственный деятель, депутат парламента от Австрийской народной партии (1971—1990).
Учился в школах Филлаха, Граца и Регенсбурга. В 1942 году поступил на юридический факультет Инсбрукского университета имени Леопольда и Франца.
В 1944—1945 гг. служил в фашистской армии (рядовой). Окончил университет в 1948 году, доктор права.
- 1948—1952 работал в муниципалитете Филлаха (Villach)
- 1952—1957 служащий федеральной канцелярии;
- 1957—1964 профессор международного права Университета Инсбрука;
- 1964—1992 профессор международного права Университета Вены;
- 1992—1995 директор Института прав человека имени Людвига Больтцмана.

В 1971—1990 гг. член парламента от Австрийской народной партии.
В 1959—1980 и 1984—1987 гг. член Европейской комиссии по правам человека и Комитета ООН по правам человека.
Почётный доктор университетов  Кёльна и Страсбурга.
Умер 24 февраля 1995 года в клинике Хитцинг.
Автор книг в области международного права и прав человека:
- Handbuch der Grundfreiheiten und der Menschenrechte, 1963
- Allgemeine Staatslehre, 2 vol., 1970
- Österreichische Verfassungslehre, 2 vol., 1970/80
- Grundriß der Menschenrechte in Österreich, 1988
- Die Entstehung der Bundesverfassung, 5 vol., 1986–93
- Menschenrechte in der sich wandelnden Welt, 3 vol., 1974–94
- Menschenrechte ohne Wenn und Aber. Erlebnisse und Begegnungen, 1993.